# Zilverpint
Zilverpint is een eenmalig bier, gebrouwen in 2005 in opdracht van PINT door de Hertog Jan Brouwerij in Arcen, ter gelegenheid van de 25ste verjaardag van de biervereniging. Het is een donkere tripel van 8% alcohol, en een stamwortgehalte van 18,1 graden Plato. EBU (bittergehalte) is 25, EBC (kleur) 28.
Het bier is van hoge gisting en verkrijgbaar op fles en van het vat. De flessenversie (alleen 75 cl.) heeft nagisting op fles.